# Жетису (футбольний клуб)
Футбольний клуб «Жетису» або просто «Жетису» (каз. Жетісу футбол клубы) — казахський футбольний клуб із Талдикоргана, заснований 1981 року. Виступає у Прем'єр-лізі Казахстану.

## Історія
У чемпіонатах бере участь з 1981 року під назвами:
- «Жетису» (1981-1992, з 1999)
- «Талдикорган» (1993)
- «Кайнар» (1994-1998)
- «Жетису-Промсервіс» (1998)

Найкраще місце в Чемпіонаті Казахстану – 2 (2011).
Найгірше місце – 25 (1993).
Найбільша перемога – 6:0 («Зеніт», Кокчетав, 1992), 7:1 (ЦСКА, Алмати, 1992).
Найбільша поразка – 0:8 («Достик», Алмати, 1992; «Женіс», Астана, 2000).

## Досягнення
- Прем'єр-ліга Казахстану
  -  Срібний призер (1): 2011

- Перша ліга чемпіонату Казахстану
  -  Чемпіон (1): 2006

## Українські гравці
У 2016 році контракт із командою підписав півзахисник Артем Касьянов.
У 2018 році виступи в команді розпочав нападник Руслан Степанюк де виступав до 2020 року.
У 2021 році контракт з клубом підписав захисник Різван Аблітаров.
У 2021 році склад команди поповнив захисник Темур Парцванія.
У 2021–22 роках за клуб виступав захисник Владислав Охрончук.